# لیکوی شمشیری تایوانی
لیکوی شمشیری تایوانی (نام علمی: Pomatorhinus musicus) پرنده‌ای از تیرهٔ لیکویان جهان قدیم (Timaliidae) و بومی تایوان است. این گونه برای نخستین بار توسط رابرت سوئینهو در سال ۱۸۵۹ توصیف شد. در گذشته به عنوان یک زیرگونه از لیکوی شمشیری سینه‌رگه‌ای در نظر گرفته می‌شد. جمعیت آن در حال کاهش است، اما نه آنقدر سریع که بتوان آن را آسیب‌پذیر دانست.

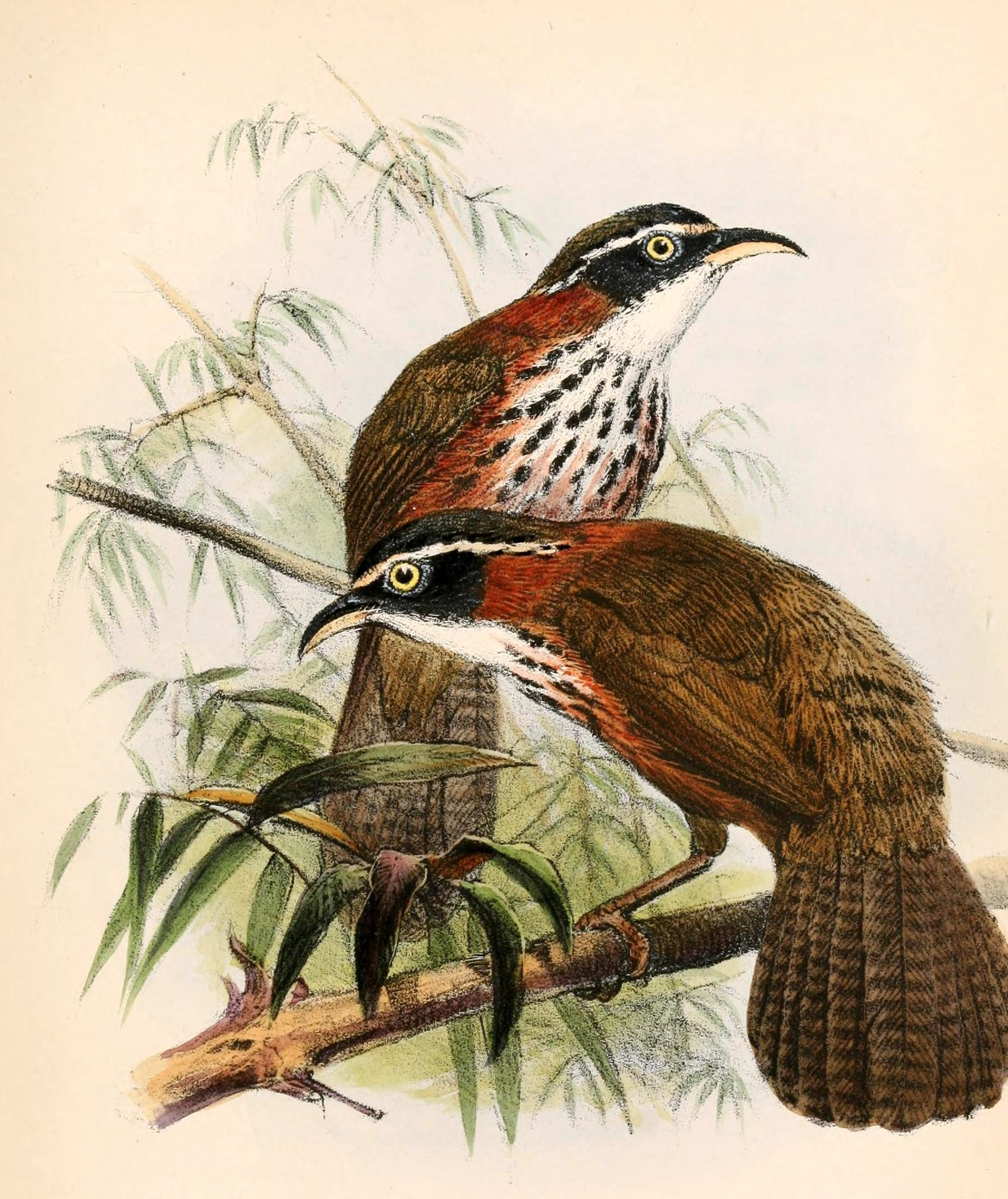